# Spital de psihiatrie

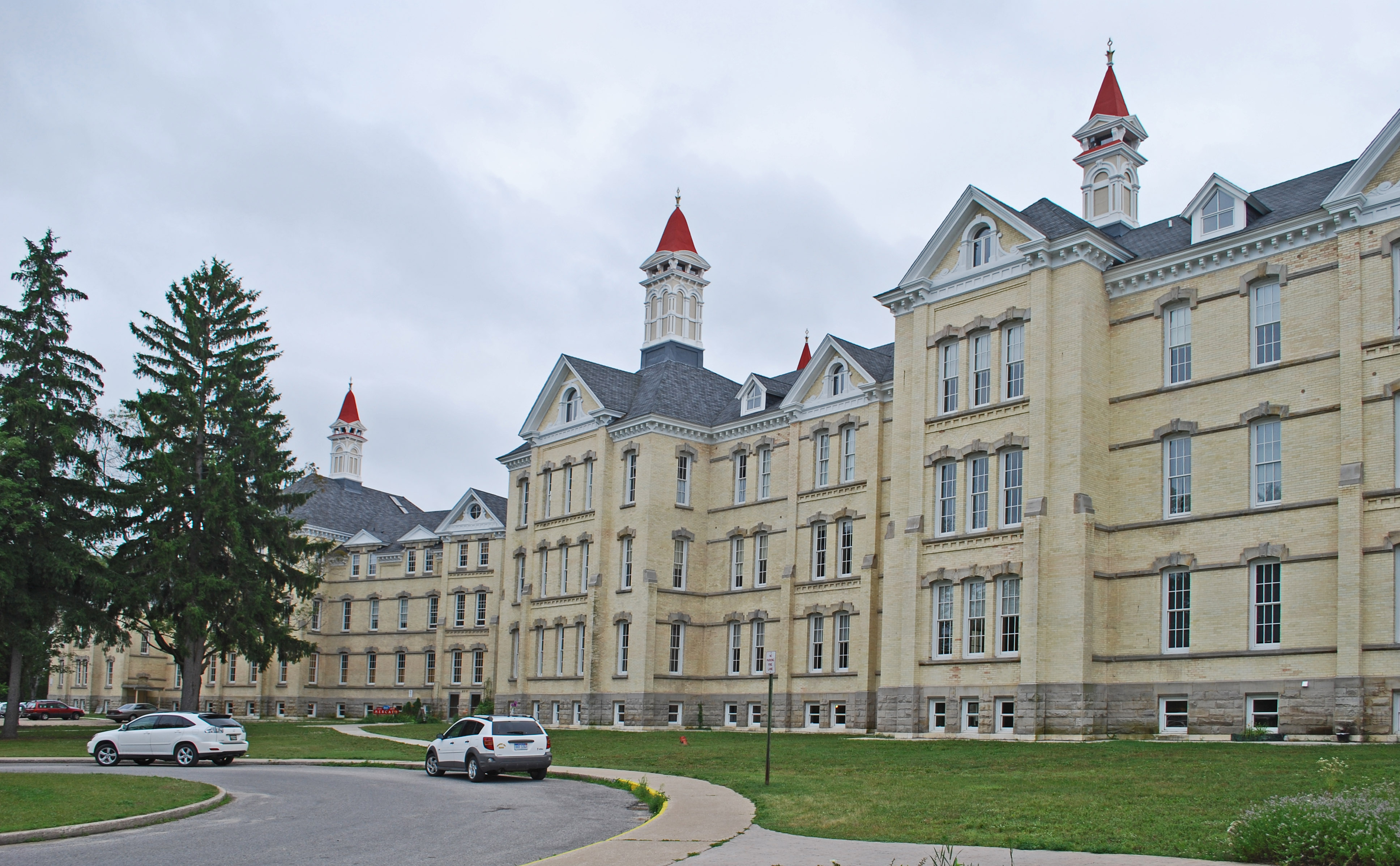
Spitalul Traverse City State, Traverse City, Michigan

Spitalele de psihiatrie, de asemenea, cunoscute sub numele de spitale de boli mentale, sunt spitale specializate în tratamentul tulburărilor mentale grave. Unele spitale sunt specializate numai în terapie pe termen scurt sau ambulatoare pentru pacienții cu risc scăzut. Altele sunt specializate în îngrijirea temporară sau permanentă a rezidenților, care, ca urmare a unei tulburari psihologice, necesită asistență de rutină, tratament, sau un mediu de specialitate și controlat. Pacienții sunt de multe ori primiți pe bază de voluntariat, dar pot fi internați și involuntar atunci când un individ prezentă pericol semnificativ pentru el sau pentru alții.